# Estaquia
A estaquia/estacaria é um método de reprodução assexuada de plantas, que consiste no plantio de pequenas estacas de caule, raízes ou folhas que, plantados em um meio úmido, desenvolvem-se em novas plantas.
Utilizam-se, por exemplo, estacas de caule de roseiras, cana-de-açúcar e mandioca; estacas de raízes de batata-doce e estacas de folhas de violeta africana. Para que o novo vegetal se desenvolva, é necessário que se formem raízes nessas estacas. Para melhores resultados, podem-se utilizar hormonas vegetais, como o ácido indolacético e o ácido naftaleno-acético.

## Tipos de estacas

### Estacaria de ponteiro
São ramos novos laterais da planta chamados de ponteiros.

### Estacas semilenhosas
Estacas de ramos semi-lenhosos, tenras na ponta e firmes na base. É bastante utilizado para a produção de mudas arbustivas.

### Estacas lenhosas
São produzidas de ramos já lignificados (firmes). É um método utilizados para árvores, arbustos e roseiras em geral.

### Estacas de raiz
É utilizada parte da raiz da planta para produzir uma nova.

### Estacas de folhas
As folhas da planta original se desenvolvem criando raízes.
Que viraram novas plantas